# Nowa Róża
Nowa Róża – wieś w Polsce położona w województwie wielkopolskim, w powiecie nowotomyskim, w gminie Nowy Tomyśl.
Wieś powstała w ramach osadnictwa olęderskiego w 1765 r.
W okresie Wielkiego Księstwa Poznańskiego (1815-1848) miejscowość wzmiankowana jako "Róża nowa" należała do wsi większych w ówczesnym powiecie bukowskim, który dzielił się na cztery okręgi (bukowski, grodziski, lutomyślski oraz lwowkowski). Róża nowa należała do okręgu lutomyślskiego i stanowiła część rozległego majątku Tomyśl stary, którego właścicielem był wówczas Hangsdorf. W skład majątku Tomyśl stary wchodziło łącznie 13 wsi. Według spisu urzędowego z 1837 roku Róża nowa liczyła 243 mieszkańców i 44 dymy (domostwa).
W latach 1975–1998 miejscowość administracyjnie należała do województwa poznańskiego.